# Flambeau River (Alaska)
Der Flambeau River ist ein 42 Kilometer langer Zufluss des Beringmeeres im Westen des US-Bundesstaats Alaska. 

## Flusslauf
Der Flambeau River entsteht am Zusammenfluss seiner beiden Quellbäche La Spray Creek und Myrtle Creek 30 Kilometer nordnordöstlich der Stadt Nome im Südwesten der Seward-Halbinsel. Der Flambeau River fließt in überwiegend südsüdöstlicher Richtung durch das Hügelland. Schließlich erreicht er die Küstenebene, wo der Eldorado River von links zufließt. Unterhalb des Zuflusses beginnt das acht Kilometer lange Ästuar des Flambeau River. Dieser mündet schließlich in das westliche Ende des Safety Sound, der durch eine Nehrung vom Nortonsund getrennt wird.